# City Night Line

Logo City Night Line

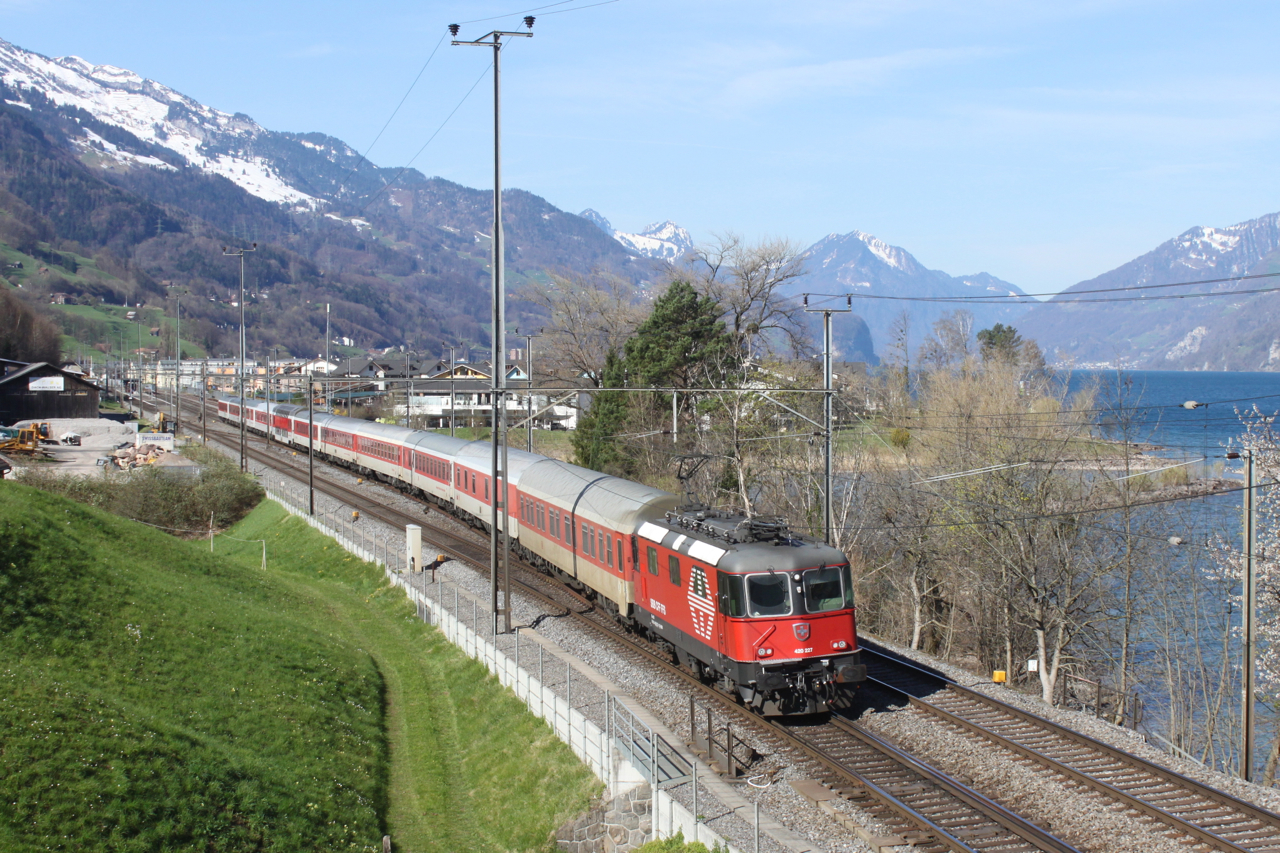
CNL Komet

City Night Line (CNL) – kategoria dalekobieżnych pociągów nocnych obsługiwanych przez spółkę DB Fernverkehr, wchodzącą w skład koncernu Deutsche Bahn.
Większość pociągów obsługiwała trasy międzynarodowe, przebiegające przez terytorium Niemiec, a także Austrii, Czech, Danii, Francji, Holandii, Szwajcarii oraz Włoch.
W skład każdego pociągu wchodziły wagony sypialne i kuszetki, zwykle również wagony z miejscami do siedzenia, a rzadziej wagon restauracyjny. Pociągi kursowały codziennie (jeden pociąg na dzień) i rozpoczynały kurs w godzinach wieczornych, do stacji końcowej docierając nad ranem. Połączenia charakteryzowały się ograniczoną liczbą przystanków w godzinach wczesnorannych.
Z końcem 2016 roku ta kategoria pociągów została zlikwidowana.

## Połączenia
Lista połączeń według stanu na 2016 rok:

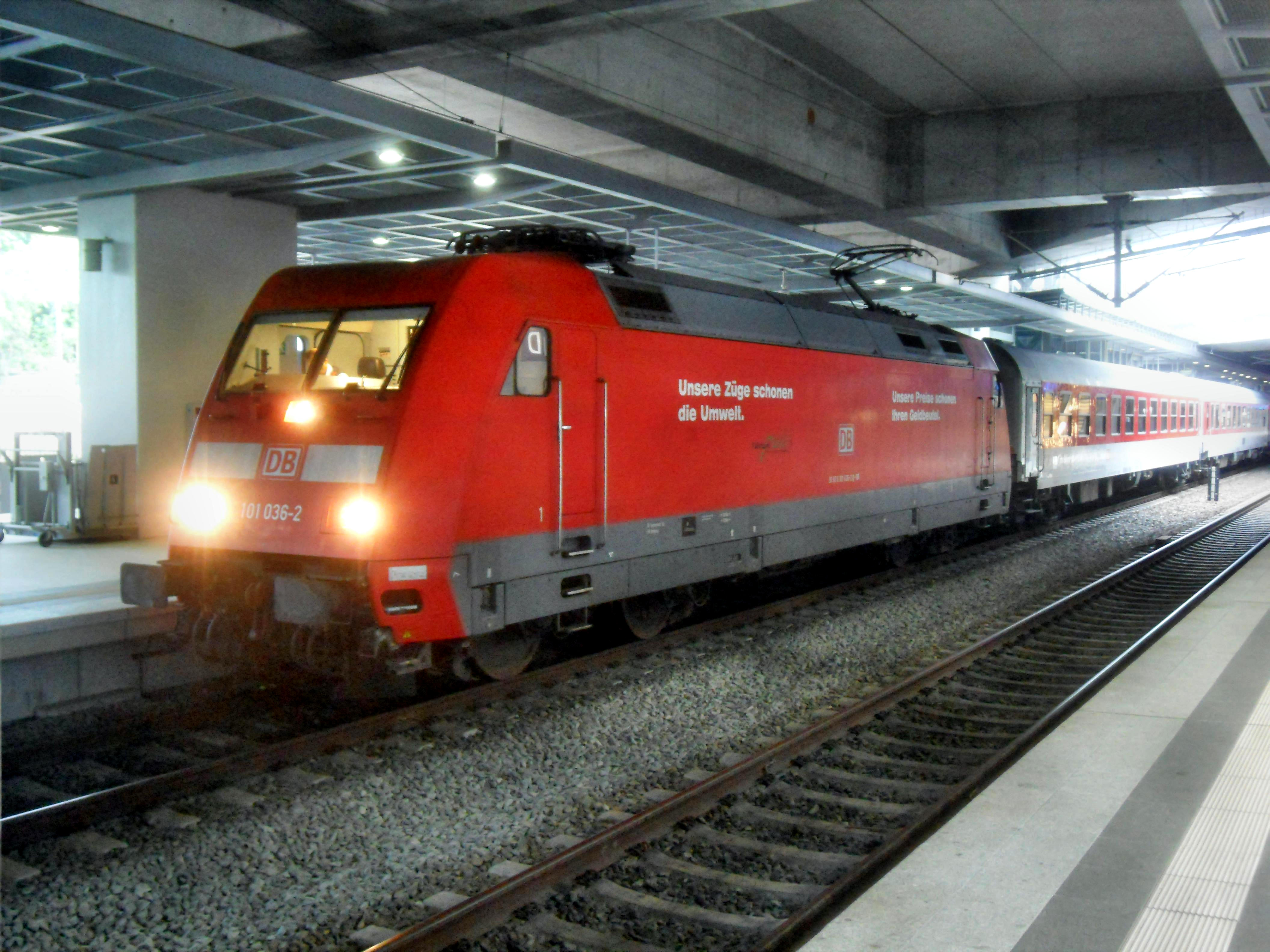
pociąg CNL na dworcu Berlin-Südkreuz

| Nr pociągu (→) | Nr pociągu (←) | Nazwa      | Trasa |
| -------------- | -------------- | ---------- | --- |
| CNL 40485      | CNL 40484      | Apus       | Monachium – Innsbruck – Werona – Mediolan                                                                          |
| CNL 458        | CNL 459        | Canopus    | Praga – Drezno – Lipsk – Frankfurt nad Menem – Karlsruhe – Bazylea – Zurych                                        |
| CNL 479        | CNL 478        | Komet      | Hamburg – Hanower – Frankfurt nad Menem – Karlsruhe – Bazylea – Zurych –                                           |
| CNL 457        | CNL 456        | Kopernikus | Kolonia – Dortmund – Berlin – Drezno – Praga                                                                       |
| CNL 485        | CNL 484        | Lupus      | Monachium – Innsbruck – Werona – Bolonia – Florencja – Rzym                                                        |
| CNL 40419      | CNL 40478      | Pegasus    | Amsterdam – Utrecht – Arnhem Kolonia - Frankfurt nad Menem – Karlsruhe – Bazylea – Zurych                          |
| CNL 40463      | CNL 40462      | Pictor     | Monachium – Wenecja                                                                                                |
| CNL 419        | CNL 418        | Pollux     | Amsterdam – Utrecht – Arnhem – Kolonia – Bonn – Frankfurt nad Menem – Stuttgart – Monachium – Innsbruck (sezonowo) |
| CNL 1286       | CNL 1287       | Pyxis      | Innsbruck (sezonowo) – Monachium – Hanower – Brema – Hamburg                                                       |
| CNL 1258/1250  | CNL 1259/1251  | Sirius     | Binz (sezonowo) – Berlin – Frankfurt nad Menem – Karlsruhe – Bazylea – Zurych                                      |

Byłe połączenia:
| Nr pociągu (→) | Nr pociągu (←)  | Nazwa      | Trasa                                                              |
| -------------- | --------------- | ---------- | ------------------------------------------------------------------ |
| CNL 50473      | CNL 40456       | Orion      | Kopenhaga – Hamburg – Berlin – Drezno – Praga                      |
| CNL 40479      | CNL 50451       | Andromeda  | Hamburg – Hanower – Saarbrücken – Paryż                            |
| CNL 473/1273   | CNL 472/1272    | Aurora     | Kopenhaga – Hamburg – Frankfurt nad Menem – Karlsruhe – Bazylea    |
| CNL 450/470    | CNL 451/471/455 | Perseus    | Berlin – Hanower – Saarbrücken – Paryż                             |
| CNL 40447      | CNL 40473       | Borealis   | Amsterdam – Kolonia – Dortmund – Hamburg – Kopenhaga               |
| CNL 1246       | CNL 1247        | Capella    | Monachium – Brunszwik – Berlin                                     |
| CNL 40418      | CNL 40451       | Cassiopeia | Innsbruck (sezonowo) – Monachium – Stuttgart – Saarbrücken – Paryż |